# Henk Groener
Henk Groener (* 29. September 1960 in Leersum, Niederlande) ist ein ehemaliger niederländischer Handballspieler und derzeitiger Handballtrainer.

## Karriere

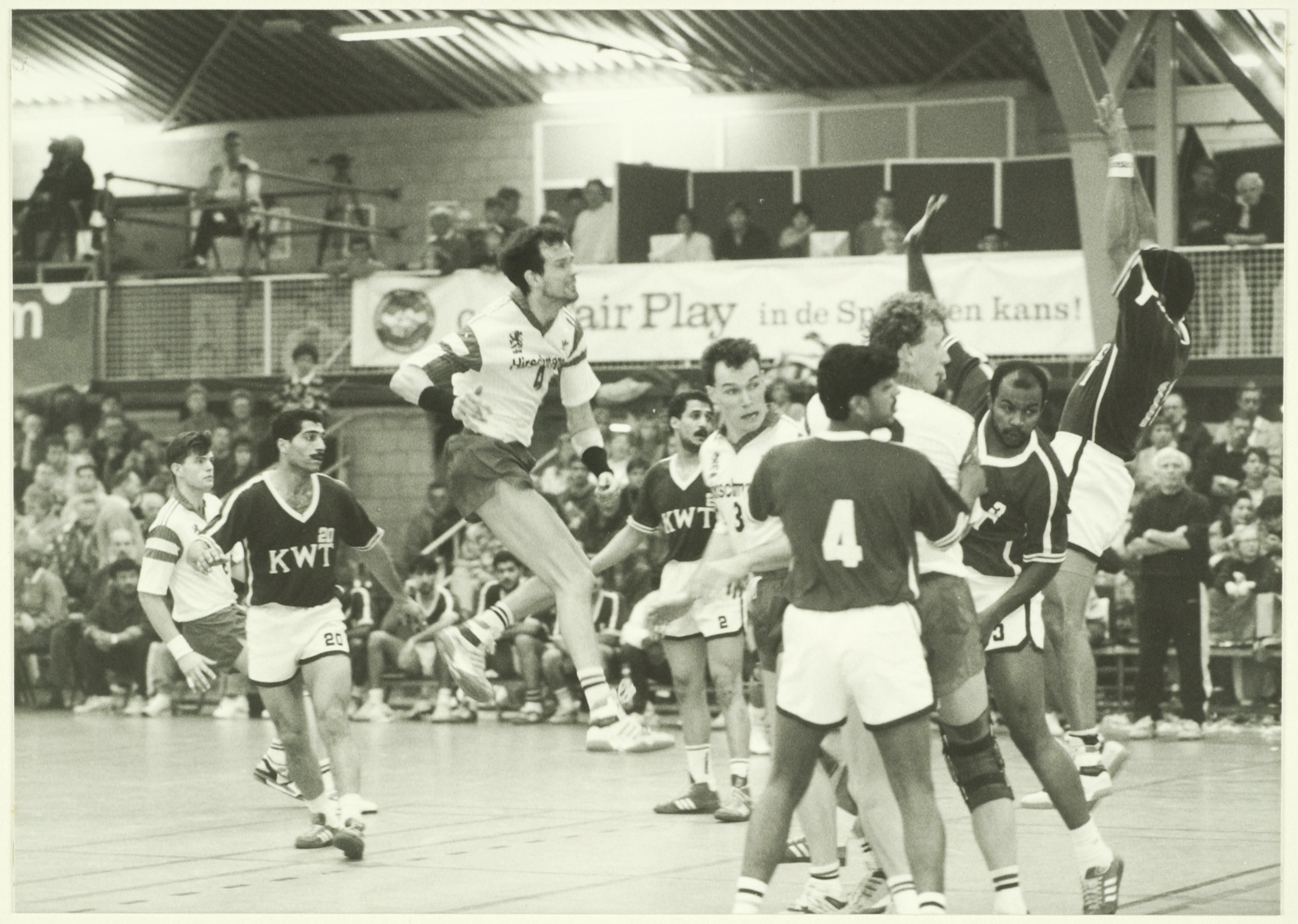
Länderspiel zwischen den Niederlanden und Kuwait: Henk Groener wirft aufs Tor (1991)

Groener begann im Alter von acht Jahren das Handballspielen beim niederländischen Verein Swift Arnhem. Nachdem Groener anschließend für den deutschen Verein TV Emsdetten, den Schweizer Verein Wacker Thun sowie den deutschen Verein TV Aldekerk auflief, kehrte er wieder zu Swift Arnhem zurück. Im Jahre 1993 beendete er seine Karriere. Weiterhin bestritt Groener 208 Länderspiele für die niederländische Nationalmannschaft, für die er 519 Treffer erzielte.
Groener trainierte ab 1993 den niederländischen Verein HAKA/E&O Emmen. Im Jahre 1996 wechselte Groener zum deutschen Zweitligisten TV Emsdetten, den er sechs Jahre lang betreute. Anschließend war er drei Jahre lang als Nationaltrainer der niederländischen Männer-Nationalmannschaft tätig. In der Saison 2006/07 trainierte er den deutschen Zweitligisten HBR Ludwigsburg. Groener übernahm 2009 das Traineramt der niederländischen Frauen-Nationalmannschaft. Unter seiner Leitung belegte die Niederlande den zweiten Platz bei der Weltmeisterschaft 2015 sowie den vierten Platz bei den Olympischen Spielen 2016. Kurz nach den Olympischen Spielen beendete er seine Tätigkeit beim niederländischen Handballverband. Im Januar 2018 übernahm Groener das Traineramt der deutschen Frauen-Nationalmannschaft, die er bis März 2022 betreute. Am 1. November 2022 übernahm er den deutschen Bundesligisten Borussia Dortmund.